# بودروم
بودروم (بالتركية: Bodrum) مدينة تركية سياحية مهمة وميناء وهي تقع في «شبه جزيرة بودروم» على ساحل البحر الأبيض المتوسط في محافظة موغلا، في ساحل الفيروز الريفيرا التركية على الساحل الجنوبي لتركيا في منطقة بحر إيجة جنوب غرب تركيا، في نقطة الدخول إلى «خليج غوكوفا» (بالتركية: Gökova Körfezi)، وهي أيضًا مركز المديرية التي تحمل نفس الاسم. كانت بودروم مدينة إغريقية تسمى هاليكارناسوس وهي الآن مدينة أثرية قديمة تَقع إلى الجنوب الغربي من إقليم كاريا، ويُعد المؤرخ هيرودوت أحد أبنائها. تشتهر بودروم بوجود ضريح موسولوس فيها، أحد عجائب الدنيا السبع القديمة. ويوجد بها قلعة بودروم التي بناها فرسان الإسبتارية الصليبيين في القرن 15م، وتم العمل فيها بعد 100 عام، وهي أكمل قلعة موجودة حالياً في شرق البحر الأبيض المتوسط، وتطل القلعة على ميناء ومرسى بودروم. تضم القلعة متحفًا لآثار تحت الماء وتستضيف العديد من المهرجانات الثقافية على مدار العام وتعد قلعة بودروم اليوم ثاني أكبر متحف للآثار تحت الماء في العالم. كانت بودروم هي آخر معقل للصليبيين فتحه العثمانيون في الأناضول، وبالرغم من أن المدينة حوصرت زمان السلطان محمد الفاتح إلا أنا فُتحت في عهد ابن حفيده، السلطان سليمان القانوني أثناء فتح جزيرة رودس. بلغ عدد سكان المدينة 36317 نسمة في عام 2012م. يستغرق الوصول إلى جزيرة كوس اليونانية من بودروم حوالي 50 دقيقة بالقارب، وتتوافر خدمات المواصلات بينهما عدة مرات في اليوم من قبل ثلاثة مشغلين على الأقل.

## إداريا
مديرية بودروم هي واحدة من 957 مديرية في تركيا، وهي تقع في محافظة موغلا التي هي جزء من «منطقة أيدين الفرعية» (بالتركية: Aydın alt bölgesi) التي تشمل محافظة أيدين ومحافظة موغلا ومحافظة دنيزلي، والتي هي بدورها جزء من منطقة بحر إيجه.
تضم مديرية بودروم بلديات عدة، منها مايلي:

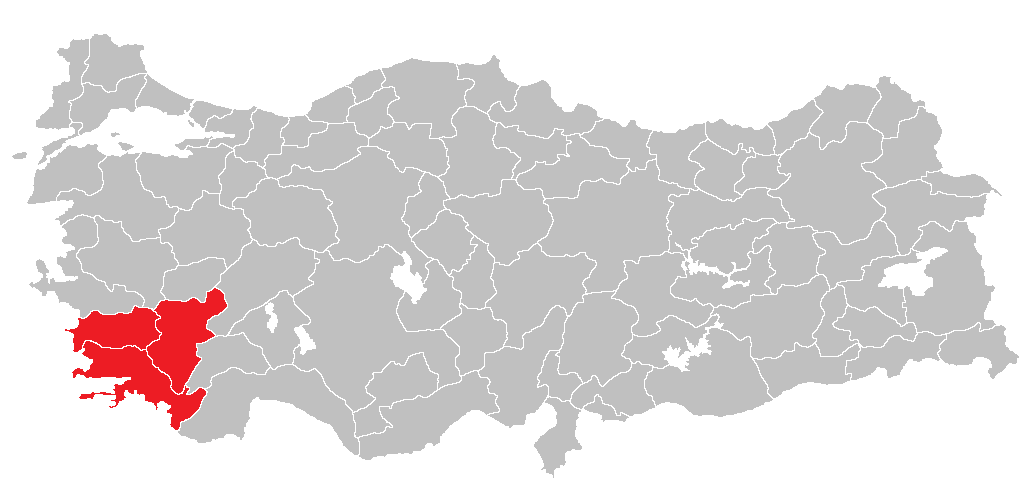
"منطقة أيدين الفرعية"
.

- بلدية بودروم (بالتركية: Bodrum).
- بلدية تورجوتريس (بالتركية: Turgutreis).
- بلدية أورتاكنت ياهشي (بالتركية: Ortakent Yahşi).
- بلدية غولتوركبوكو (بالتركية: Göltürkbükü).
- بلدية ياليكافاك (بالتركية: Yalıkavak).
- بلدية غوموشلوك (بالتركية: Gümüşlük).
- بلدية بيتز (بالتركية: Bitez).
- بلدية كوناجيك (بالتركية: Konacık).
- بلدية يالي (بالتركية: Yalı).
- بلدية مومجولار (بالتركية: Mumcular).

## الاقتصاد
كان اقتصاد البلدة خلال القرن العشرين يعتمد أساسًا على صيد الأسماك والغوص في الإسفنج. ثم أصبحت السياحة على مر السنين واحدة من الأنشطة الرئيسية في بودروم.

## التركيبة السكانية
بلغ عدد سكان بلدة بودروم 35795 نسمة في تعداد عام 2012. تضم المدن والقرى المحيطة 100.522 نسمة، ليصبح المجموع 136317 محافظة.

### التعداد السكاني حسب السنوات

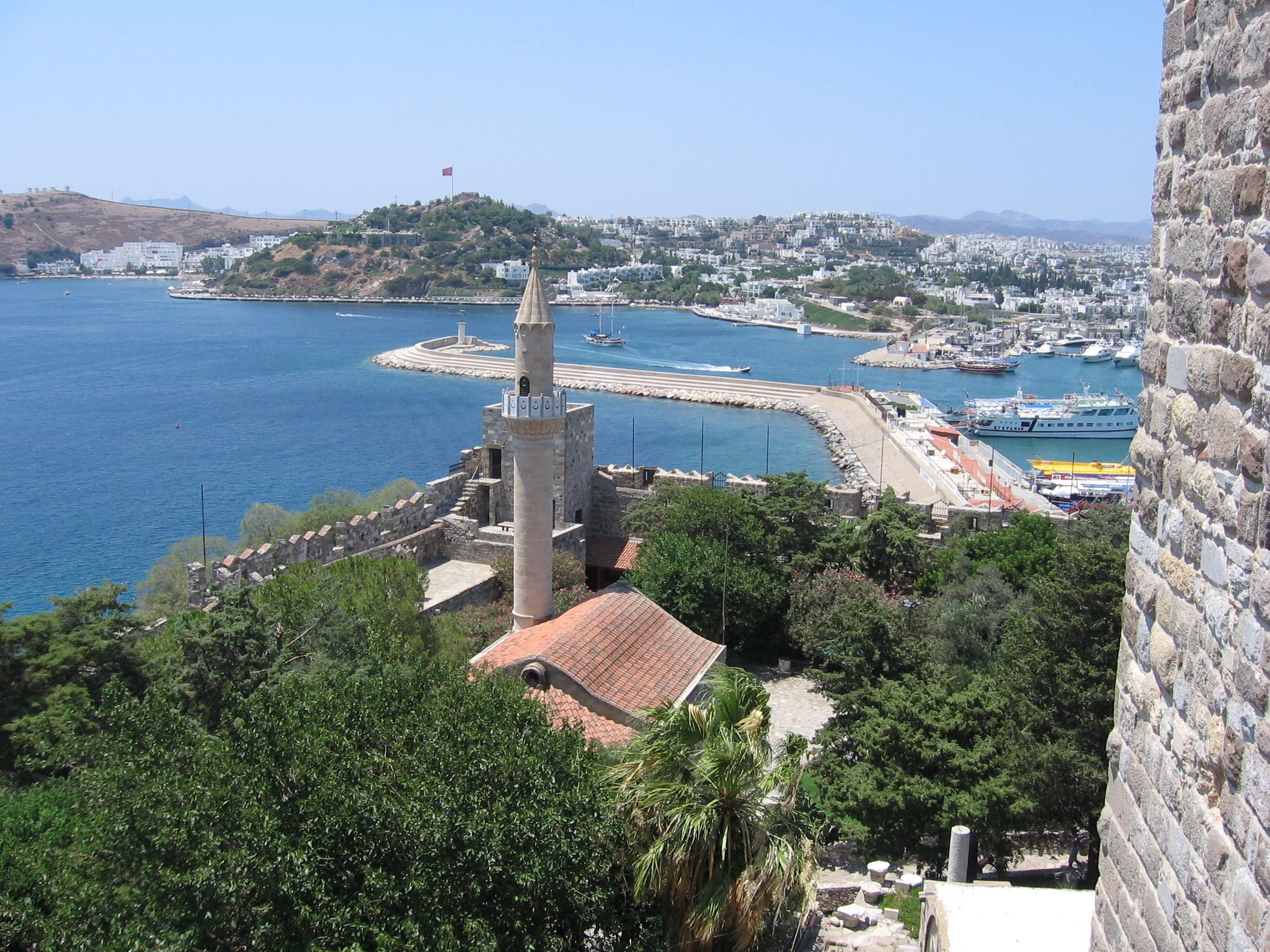
جامع قلعة بودرم في تركيا

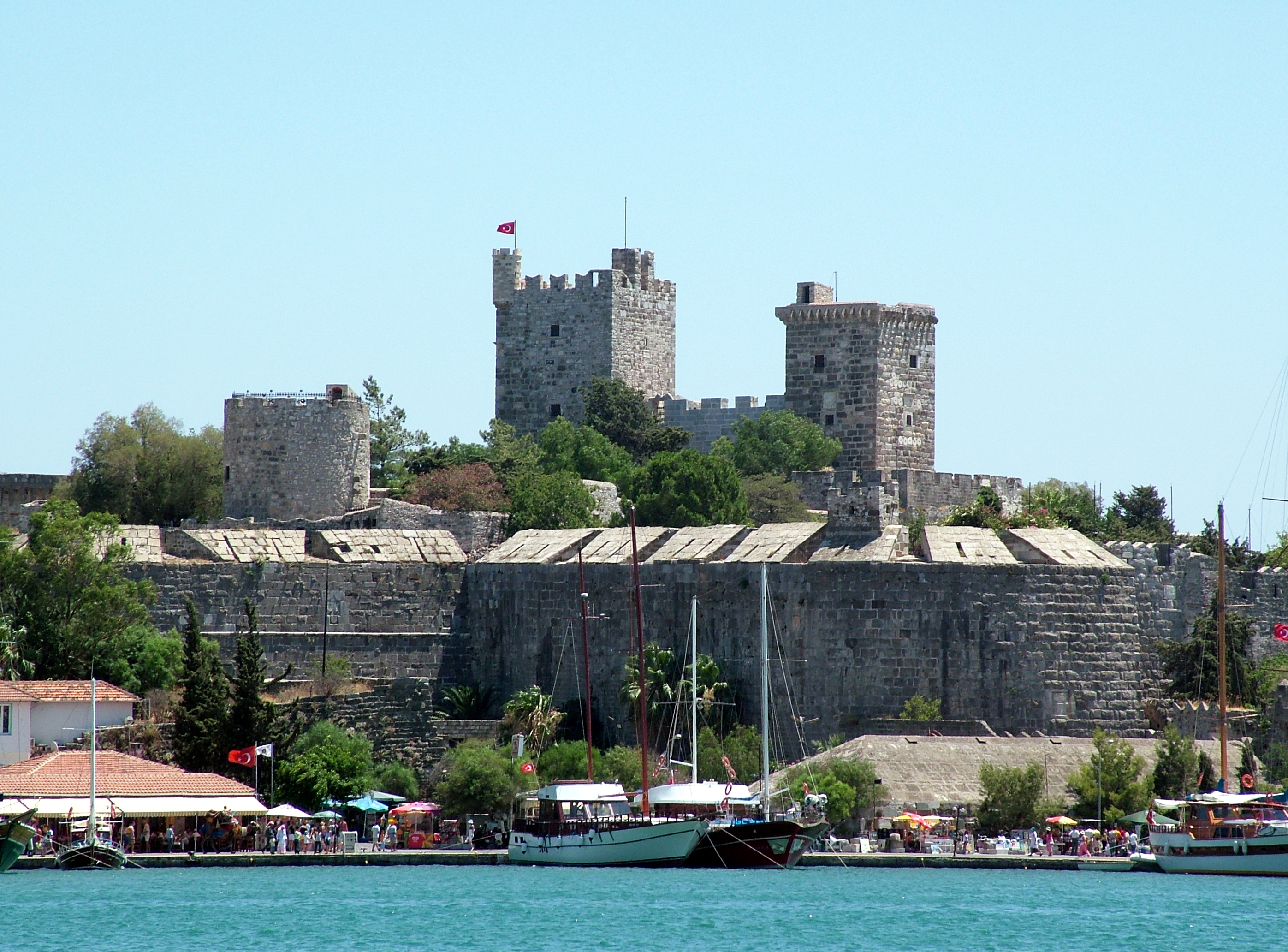
قلعة بودروم

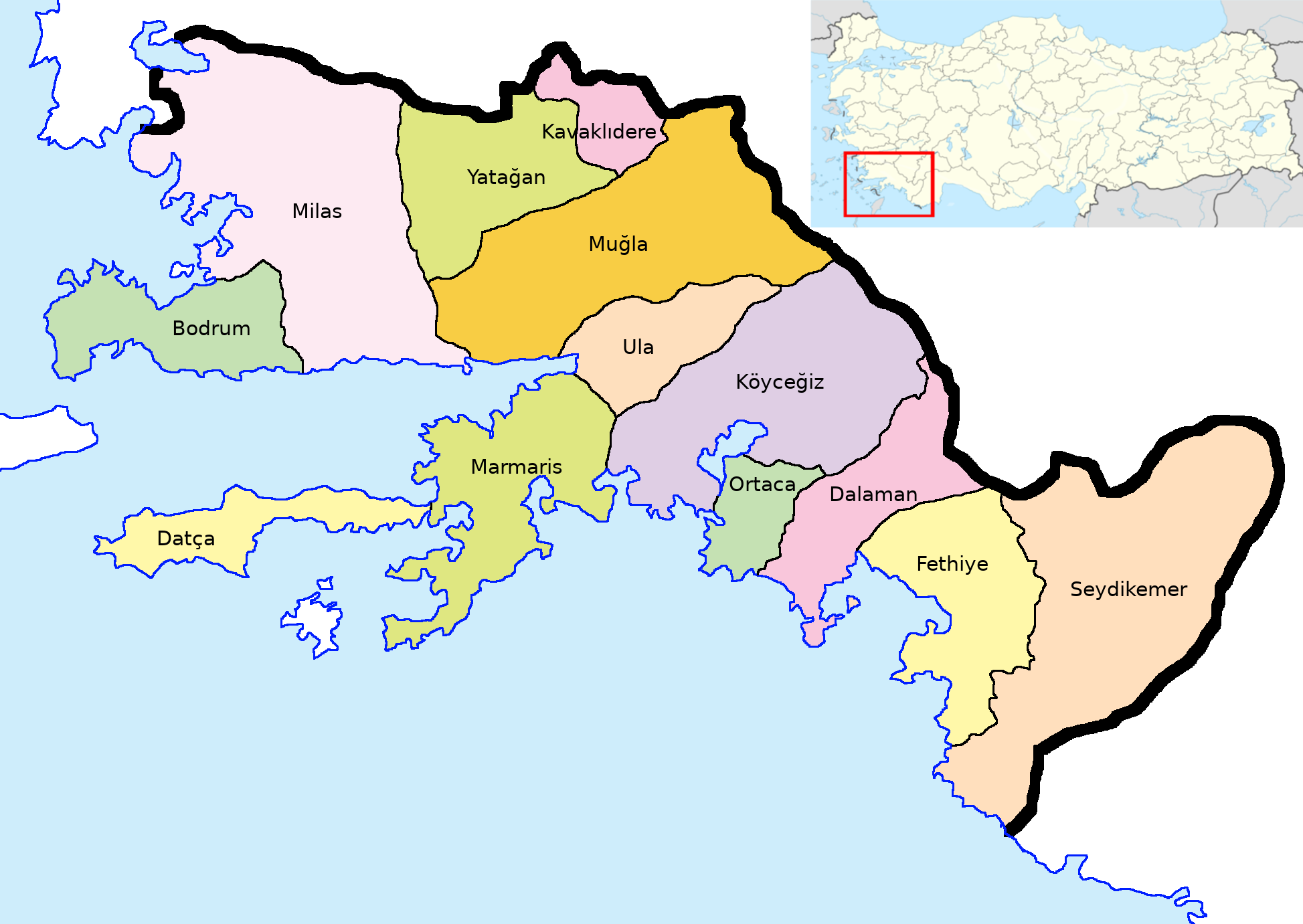
حدود محافظة موغلا في تركيا. موقع «شبه جزيرة بودروم» مُبين في يسار الصورة باللون الأحمر.

| السنة | المجموع | المدينة | المروج         |
| ----- | ------- | ------- | -------------- |
| 1965  | 25.811  | 5.136   | 20.675         |
| 1970  | 27.383  | 6.077   | 21.306         |
| 1975  | 29.490  | 7.858   | 21.632         |
| 1980  | 32.517  | 9.799   | 22.718         |
| 1985  | 37.966  | 12.949  | 25.017         |
| 1990  | 56.821  | 20.931  | 35.890         |
| 2000  | 97.826  | 32.227  | 65.599         |
| 2007  | 105.474 | 28.575  | 76.899         |
| 2008  | 114.498 | 30.688  | 83.810         |
| 2009  | 118.237 | 31.590  | 86.647         |
| 2010  | 124.820 | 33.258  | 91.562         |
| 2011  | 130.990 | 34.866  | 96.124         |
| 2012  | 136.317 | 35.795  | 100.522        |
| 2013  | 140.716 | 140.716 | لا توجد بيانات |
| 2014  | 152.440 | 152.440 | لا توجد بيانات |
| 2015  | 155.815 | 155.815 | لا توجد بيانات |
| 2016  | 160.002 | 160.002 | لا توجد بيانات |

## البنية التحتية

### المطارات
لا توجد مطارات في المدينة نفسها ولكن يوجد مطارين يخدمان المدينة:
- «مطار ميلاس-بودروم» ويقع على بعد 36 كم (22 ميل) شمال شرق بودروم، وبه رحلات جوية محلية ودولية.[23]
- «مطار جزيرة كوس الدولي»، وهو مطار يوناني يقع على بعد 70 كيلومترًا (43 ميلًا) إلى جنوب غرب البلاد، ويقع بالقرب من قرية «أنديماشيا» باليونان، ويمكن الوصول إليه بواسطة القوارب من بودروم عبر 20 كم (12 ميل) من بحر إيجه. الرحلات الجوية مستمرة على مدار العام إلى الوجهات اليونانية، إلا أن حركة المرور في مطار كوس هي حركة موسمية.

### الحافلات
توجد محطة حافلات رئيسية في وسط المدينة تنقل إلى مواقع أخرى في تركيا.

### الميناء
يوجد بها ميناء به عبَّارات إلى الموانئ والجزر التركية واليونانية القريبة الأخرى. 

## الموقع الجغرافي

### اشْتِقاق الاسم
كانت بودروم في العصور الكلاسيكية القديمة معروفة باسم هاليكارناسوس (باليونانية: Ἁλικαρνασσός)  (بالتركية: هاليكارناس)، وكانت مدينة رئيسية في كاريا القديمة.
والاسم «بودروم» الحديث مستمد من اسم المدينة في العصور الوسطى: «بترونيوم» (Petronium)، والتي يعود جذورها إلى قلعة بودروم لفرسان الإسبتارية.

### الطقس
مناخ بودروم هو المناخ السائد في حوض البحر الأبيض المتوسط (Csa في تصنيف كوبن للمناخ)، فمتوسط درجة حرارة شتائها حوالي 15 درجة مئوية (59 درجة فهرنهايت) وفي الصيف 34 درجة مئوية (93 درجة فهرنهايت)، مع نوبات مشمسة جدا. الصيف حار ومشمس غالبًا والشتاء معتدل ورطب.
| البيانات المناخية لـبودروم                        | البيانات المناخية لـبودروم | البيانات المناخية لـبودروم | البيانات المناخية لـبودروم | البيانات المناخية لـبودروم | البيانات المناخية لـبودروم | البيانات المناخية لـبودروم | البيانات المناخية لـبودروم | البيانات المناخية لـبودروم | البيانات المناخية لـبودروم | البيانات المناخية لـبودروم | البيانات المناخية لـبودروم | البيانات المناخية لـبودروم | البيانات المناخية لـبودروم |
| الشهر                                             | يناير                      | فبراير                     | مارس                       | أبريل                      | مايو                       | يونيو                      | يوليو                      | أغسطس                      | سبتمبر                     | أكتوبر                     | نوفمبر                     | ديسمبر                     | المعدل السنوي              |
| ------------------------------------------------- | -------------------------- | -------------------------- | -------------------------- | -------------------------- | -------------------------- | -------------------------- | -------------------------- | -------------------------- | -------------------------- | -------------------------- | -------------------------- | -------------------------- | -------------------------- |
| الدرجة القصوى °م (°ف)                             | 25.3 (77.5)                | 27.2 (81.0)                | 30.1 (86.2)                | 36.2 (97.2)                | 40.0 (104.0)               | 46.6 (115.9)               | 50.8 (123.4)               | 48.6 (119.5)               | 45.1 (113.2)               | 34.9 (94.8)                | 30.6 (87.1)                | 28.4 (83.1)                | 50.8 (123.4)               |
| متوسط درجة الحرارة الكبرى °م (°ف)                 | 15.1 (59.2)                | 15.2 (59.4)                | 17.6 (63.7)                | 21.1 (70.0)                | 26.0 (78.8)                | 31.2 (88.2)                | 34.2 (93.6)                | 34.0 (93.2)                | 30.3 (86.5)                | 25.6 (78.1)                | 20.3 (68.5)                | 16.5 (61.7)                | 23.9 (75.1)                |
| متوسط درجة الحرارة الصغرى °م (°ف)                 | 8.3 (46.9)                 | 8.0 (46.4)                 | 9.7 (49.5)                 | 12.7 (54.9)                | 16.5 (61.7)                | 20.8 (69.4)                | 23.3 (73.9)                | 23.3 (73.9)                | 20.3 (68.5)                | 16.8 (62.2)                | 12.8 (55.0)                | 9.8 (49.6)                 | 15.2 (59.3)                |
| الهطول مم (إنش)                                   | 134.1 (5.28)               | 107.9 (4.25)               | 74.0 (2.91)                | 39.1 (1.54)                | 18.4 (0.72)                | 7.5 (0.30)                 | 1.3 (0.05)                 | 8.5 (0.33)                 | 20.8 (0.82)                | 40.5 (1.59)                | 97.7 (3.85)                | 156.2 (6.15)               | 706 (27.79)                |
| متوسط الأيام الممطرة                              | 12.3                       | 11.2                       | 8.5                        | 6.9                        | 3.7                        | 2.1                        | 1.5                        | 1.0                        | 2.8                        | 5.3                        | 8.8                        | 13.2                       | 77.3                       |
| ساعات سطوع الشمس الشهرية                          | 148.8                      | 151.2                      | 198.4                      | 225                        | 285.2                      | 318                        | 337.9                      | 322.4                      | 273                        | 223.2                      | 168                        | 139.5                      | 2٬790٫6                    |
| المصدر: Devlet Meteoroloji İşleri Genel Müdürlüğü |                            |                            |                            |                            |                            |                            |                            |                            |                            |                            |                            |                            |                            |

| شهر    | درجة حرارة البحر (°C) | درجة حرارة حمامات السباحة (°C) |
| ------ | --------------------- | ------------------------------ |
| يناير  | 17                    | 12                             |
| فبراير | 16                    | 13                             |
| مارس   | 16                    | 14                             |
| أبريل  | 17                    | 18                             |
| مايو   | 19                    | 22                             |
| يونيو  | 22                    | 26                             |
| يوليو  | 24                    | 28                             |
| أغسطس  | 26                    | 28                             |
| سبتمبر | 25                    | 25                             |
| أكتوبر | 23                    | 21                             |
| نوفمبر | 20                    | 17                             |
| ديسمبر | 18                    | 15                             |

"متوسط درجات حرارة البحر وحمامات السباحة في بودروم". BodrumBulletin. مؤرشف من الأصل في 2016-10-16. اطلع عليه بتاريخ 2015-03-01.

## تاريخ المدينة
مدينة هاليكارناسوس (Halicarnassus) (بالإغريقية: Ἁλικαρνᾱσσός) أو (بالإغريقية: Ἀλικαρνασσός) أو Halikarnassós، واسمها أيضا أليكارناسوس (بالتركية: Halikarnas)، كانت مدينة يونانية قديمة تقع في موقع بودروم الحديث في تركيا. أسس المدينة الإغريق الدوريون، والرسوم المسكوكة على عملاتهم المعدنية مثل رأس ميدوسا أو أثينا أو بوسيدون أو الرمح متعدد الرؤوس، تدعم القول بأن المدن الأم لهم كانت مدينتي: تروزن وأرغوس. ويبدو أن السكان قد قبلوا «بأنثيس» (Anthes)، ابن بوسيدون، كمؤسسهم الأسطوري كما ذكر سترابو، وكانوا فخورين بلقب «أنتيداي» (Antheadae).

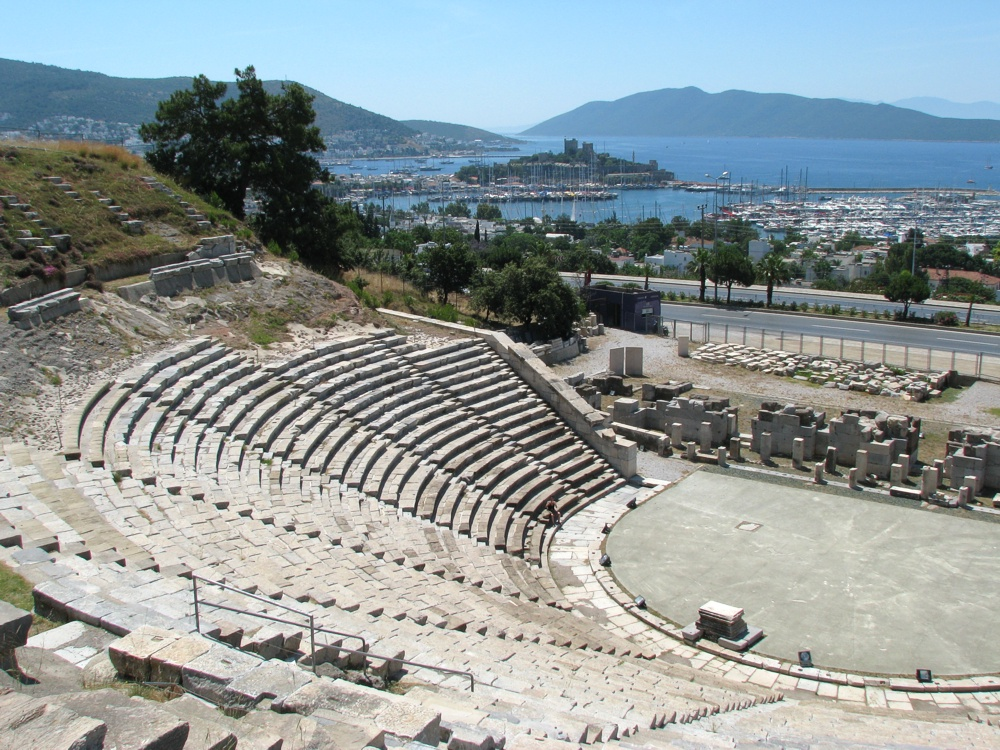
مسرح هاليكارناسوس في بودروم، وتظهر قلعة بودروم في الخلفية.

كانت مدينة هاليكارناسوس في فترة مبكرة عضوا في تحالف هيكسابوليس دوريي الذي ضم ست مدن هي: كوس، كنيدوس، ليندوس، كاميروس، ياليسوس وهاليكارناسوس. ولكن تم طردها من التحالف عندما أخذ أحد مواطنيها واسمه «أكاسيكلوس» (Agasicles)، جائزة الجوائز التي فاز بها في ألعاب «ترايوبيان» (Triopian)، بدلاً من أن يهبها وفقًا للعرف المتبع إلى «ترايوبيان أبوللو» (Triopian Apollo).
في أوائل القرن الخامس قبل الميلاد، كانت هاليكارناسوس تحت سيطرة آرتميس الأولى التي تُعرف أيضًا باسم «أرتيميسيا هاليكارناسوس» (Artemesia of Halicarnassus)،  والتي اشتهرت كقائد بحري في معركة سالاميس.
خلفها ابنها وخليفتها «بيسينداليس» (Pisindalis)، الذي لا يُعرف عنه إلا القليل.
لكن «ليكداميس الثاني» (Lygdamis II) طاغية هاليكارناسوس الذي حصل على السلطة بعده، والذي اشتهر بسوء السمعة إذ نفًّذ حكم الإعدام في الشاعر «بانياسيس» (Panyasis)، تسبب في أن يترك هيرودوت مدينة هاليكارناسوس التي كانت مسقط رأسه والذي هو ربما أشهر مواطني مدينة هاليكارناسوس المعروفين (حوالي عام 457 قبل الميلاد).
سقطت المدينة لاحقًا تحت الحكم الفارسي، وأصبحت مدينة هاليكارناسوس تحت حكمهم عاصمة مقاطعة إقليم كاريا (أو: ساتراب)، تلك المنطقة التي شُكلت منذ زمن طويل أراضيها الداخلية والتي كانت الميناء الرئيسي في المنطقة. ضَمَنَ موقعها الاستراتيجي أن تتمتع المدينة باستقلالية كبيرة. الأدلة الأثرية من تلك الفترة مثل نقوش «سالماكيس» (Salmakis أو Kaplankalesi) المكتشفة حديثًا والموجودة الآن في متحف بودروم للآثار تحت الماء (بقلعة بودروم)، تشهد على الفخر الذي طوره سكان المدينة.
ضرب الإسكندر الأكبر حصاراً على مدينة هاليكارناسوس بعد وصوله إلى أراضي إقليم كاريا، ثم استولى على المدينة مع حليفته آنذاك الملكة «آدا» (Ada)، بعد قتال دار في عام 334 قبل الميلاد.

### موسولوس

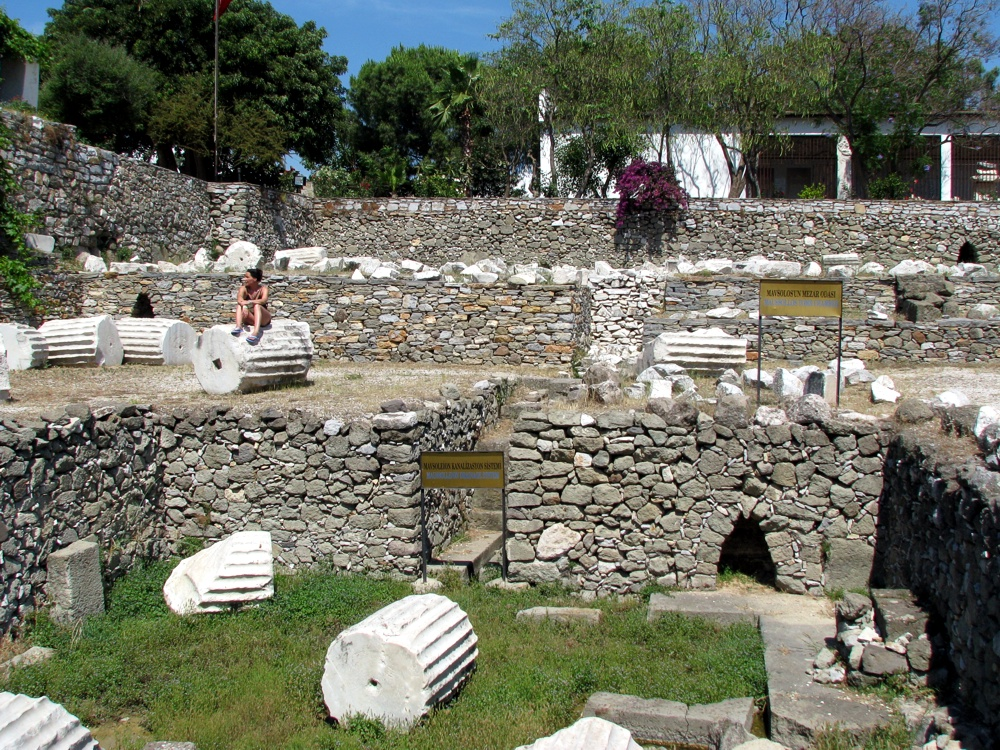
ما تبقى من ضريح موسولوس، أحد عجائب الدنيا السبع القديمة في هاليكارناسوس أو بودروم الحديثة.

حَكَم «موسولوس» (Mausolus) إقليم كاريا من هذا المكان، وكان حكمه رسمياً تحت سلطة الإمبراطورية الفارسية ولكن من الناحية العملية كان يحكم في معظم فترة حكمه من 377 إلى 353 قبل الميلاد بشكل مستقل.
عندما توفي «موسولوس» عام 353 قبل الميلاد، قامت زوجته «آرتميس الثانية» (Artemisia II) والتي كانت أيضا شقيقته وأرملته، بتوظيف المهندسَين المعماريين اليونانيين القديمين ساتيروس (Satyros) وبيثيوس (Pythius)، وأربعة نحاتين هم: برياسيس، وسكوباس، وليوخارس وتيموثاوس لبناء نصب تذكاري وقبر لزوجها «موسولوس»، عُرف باسم: «ضريح موسولوس» أو «موسوليوم» (بالإنجليزية: Mausoleum).
كان البناء يشبه «هيكل معبد» وكان مزيناً بنقوش وتماثيل على قاعدة ضخمة، ولكن بسبب الزلازل على مر السنين وأعمال الحرب والغزو، استعمل الغزاة الصليببيون في القرن 15 أحجار الرخام من ضريح موسولوس لبناء قلعتهم، وتبقى منه اليوم فقط الأساسات وبضعة قطع من المنحوتات.
استعملت اللغات الغربية اسم هذا الضريح «موسوليوم» (Mausoleum) للتعبير عن كلمة: «ضريح» بعدما استمدت كلمة «موسوليوم» (Mausoleum) من اسم هذا القبر.

### بترونيوم
وصل فرسان الصليبيين في عام 1402م واستخدموا بقايا الضريح كمحجر لبناء قلعة بودروم التي لا تزال قائمة (قلعة القديس بطرس)، وهي مثال محفوظ جيدًا للعمارة الصليبية المتأخرة في شرق البحر الأبيض المتوسط. أعطى السلطان العثماني محمد الأول (مُحمَّد چلبي) فرسان الإسبتارية الصليبيين الإذن لبناء قلعة بودروم بعد أن دمر تيمورلنك قلعتهم السابقة في خليج إزمير الداخلي. أصبحت القلعة وبلدتها معروفة باسم «بترونيوم Petronium»، ومنها اشتق اسم «بودروم» الحديث.
في عام 1522م، فتح سليمان القانوني جزيرة رودس وفتح قاعدة فرسان الصليبيين فيها، فانتقل الصليبيون (فرسان الإسبتارية) لفترة وجيزة إلى جزيرة صقلية ثم إلى جزيرة مالطا بشكل دائم، تاركين قلعة القديس بطرس و«بودروم» إلى الإمبراطورية العثمانية.

### في القرن ال 20

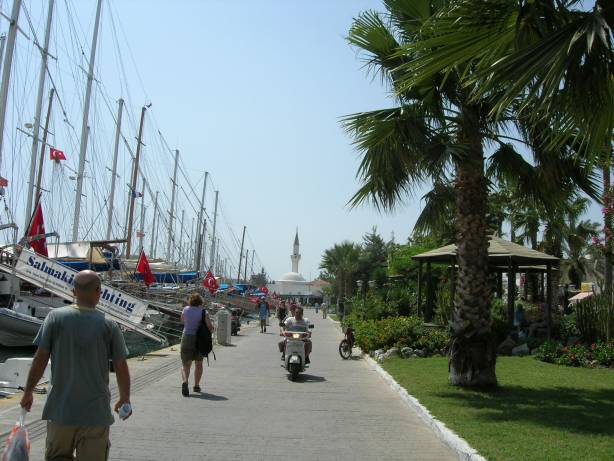
مارينا بودروم.

كانت بودروم بلدة صيادين وغواصي الإسفنج، وظلت هادئة حتى منتصف القرن العشرين، وكان بها مجتمع كبير من الأتراك الكريتيين الذين يتحدثون بلغتين، بالإضافة إلى ذلك كانت توجد تجارة حرة تتيح الوصول إلى جزر الدوديكانيز الجنوبية حتى عام 1935م.
لم تكن الزراعة التقليدية نشاطًا مجزيًا جدًا في «شبه الجزيرة بودروم» الجافة إلى حد ما، مما منع أيضًا من تشكيل طبقة من كبار ملاك الأراضي.
لم يكن لبودروم تاريخ بارز في التطرف السياسي أو الديني.
بدأت أول مجموعة من المثقفين تتشكل في الخمسينيات من القرن العشرين حول الكاتب «موسى جواد شاكر قبا أغاتشلي»، الذي كان قد أُرسل إلى بودروم منفيا قبل عقدين من الزمن فأحب المدينة إلى حد اعتماد اسمه القلمي: هاليكارناس باليقجيسي ومعناه بالتركية: «صياد سمك هاليكارناس»، الاسم القديم لبودروم.

## مشاهير
- هيرودوت، مؤرخ إغريقي يوناني من القرن الخامس قبل الميلاد، اشتهر بالأماكن التي زارها وأناس إلتقاهم وكتبه عن السيطرة الفارسية على اليونان.
- درغوث رئيس، أمير بحر عثماني.
- خليقرناس باليقجيسي، روائي تركي شهير عُرف بعشقه لمدينة بودروم.
- جانيت اكيوز ماتيي، عالمة فلك من الولايات المتحدة الأمريكية. ولدت في بودروم.

## المدن الشقيقة
- الدنمارك، آلبورغ.
- بلغاريا، بلفن.
- بلغاريا، هاسكوفو.
- النيجر، غيدان رومجي (Guidan Roumdji).
- كوسوفو، بريزرن.
- ساو تومي وبرينسيب، ترينداد.
- تركيا، إسكي شهر.

## معرض الصور

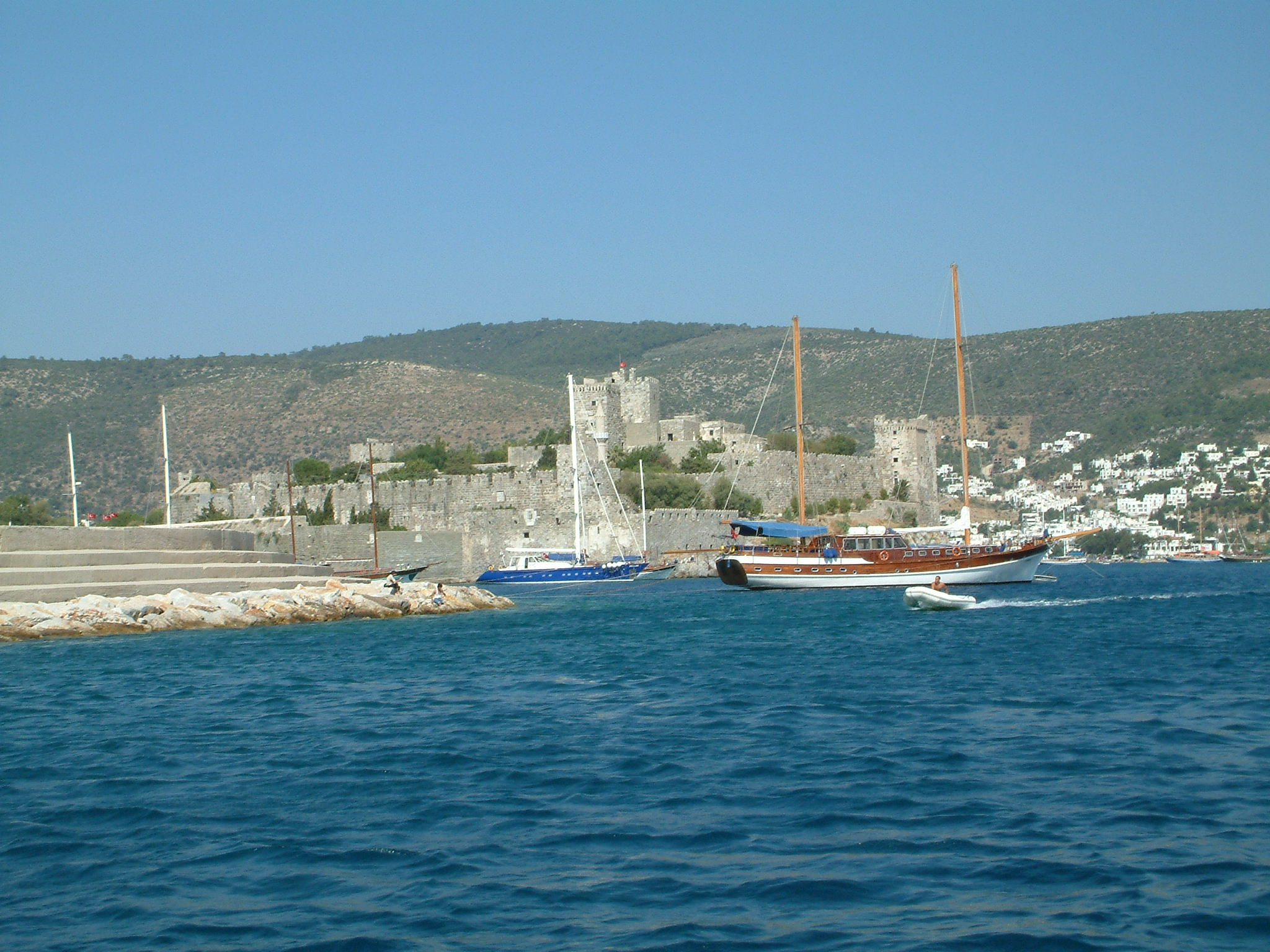
منظر لقلعة بودروم من البحر.
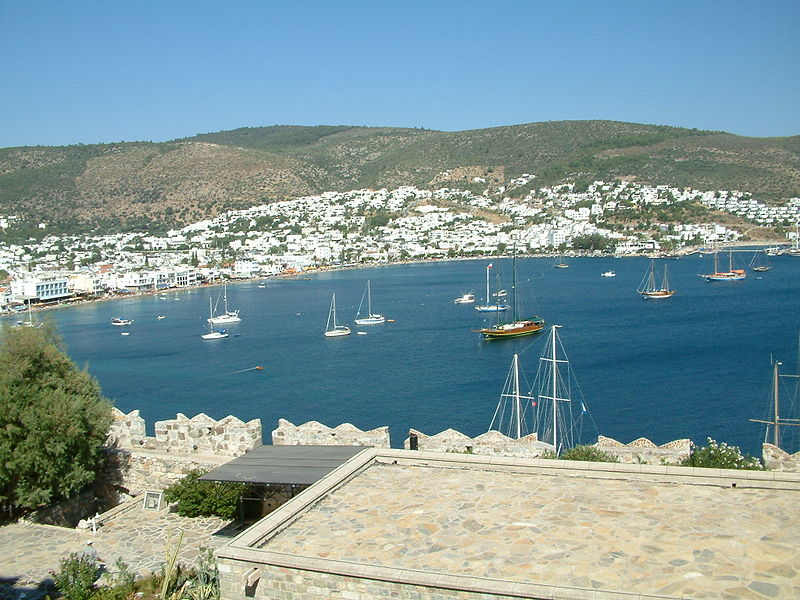
بودروم.
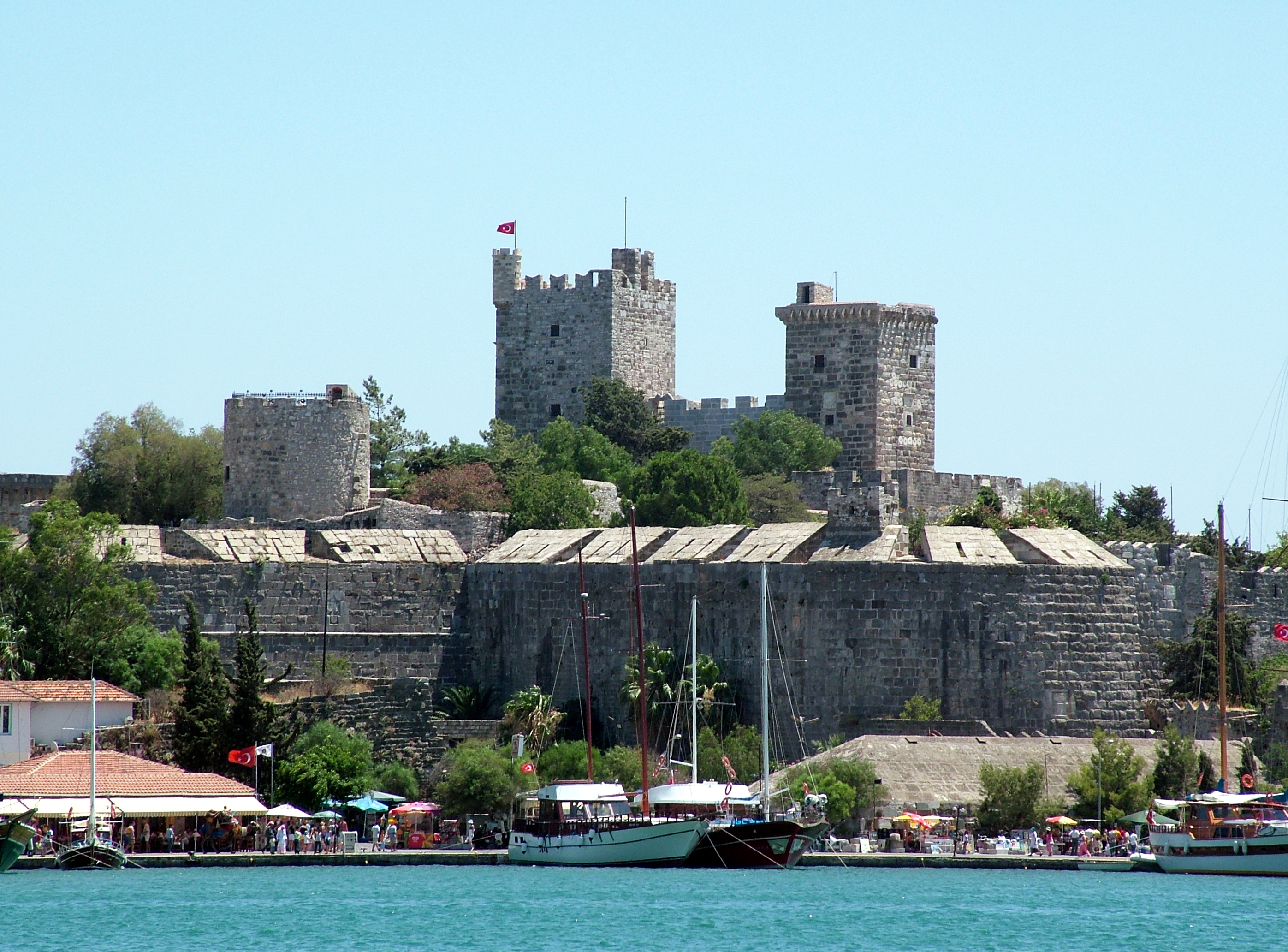
قلعة بودروم.
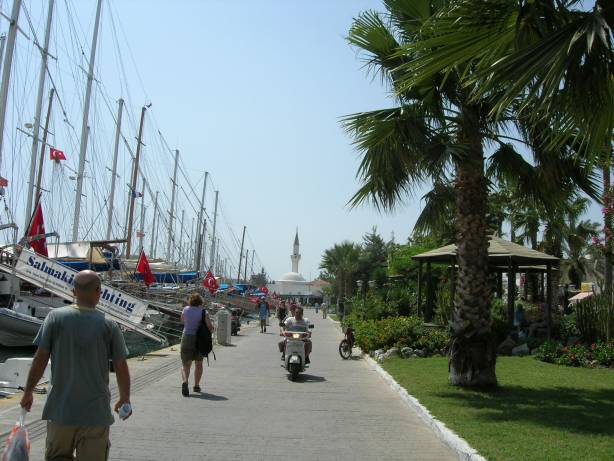
ميناء بودروم (مارينا).
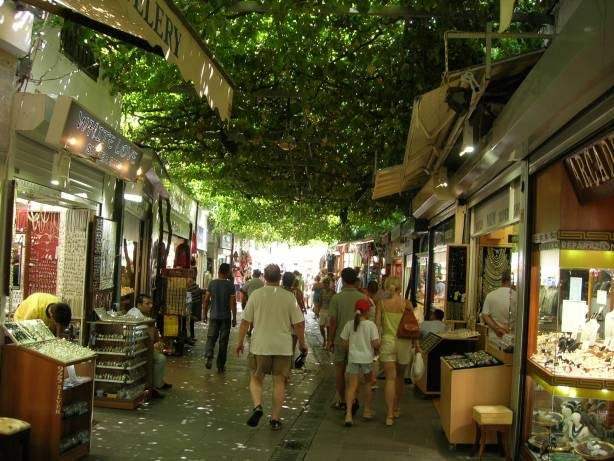
التسوق في بودروم.
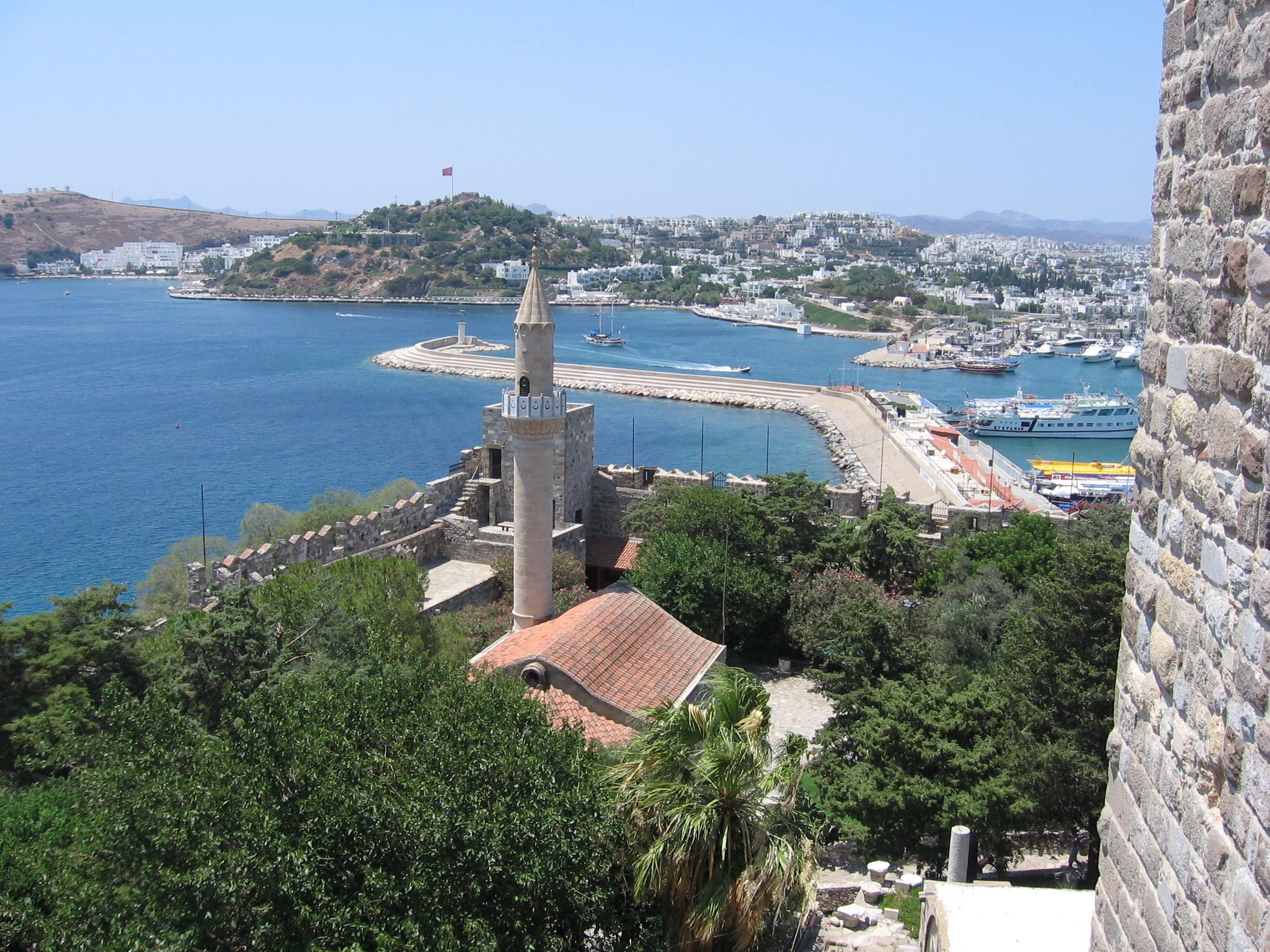
جامع العدلية القريب من قلعة بودروم.
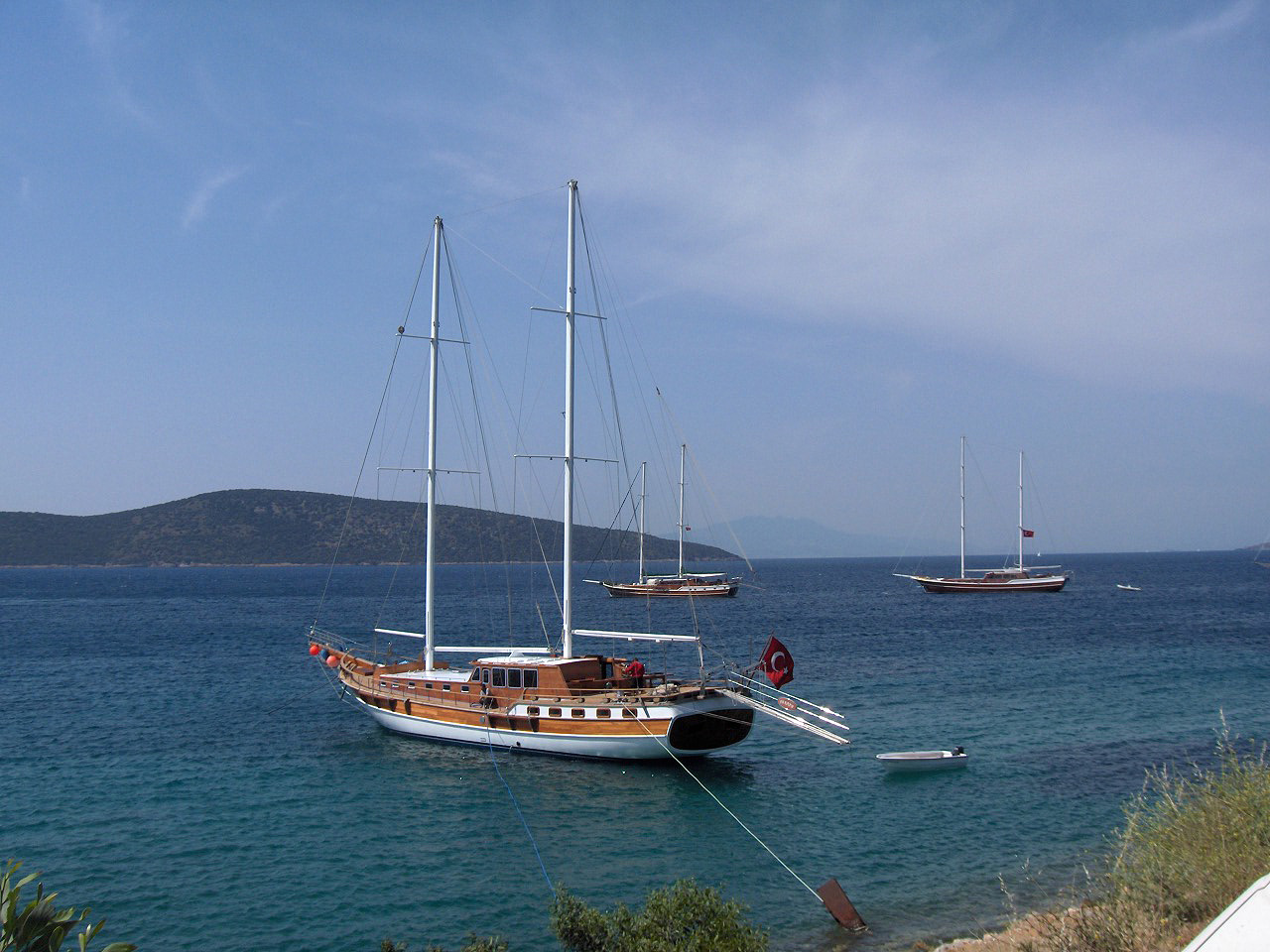
سفينة خشبية (جوليت gulet) ذات ساريتين بالقرب من بودروم.
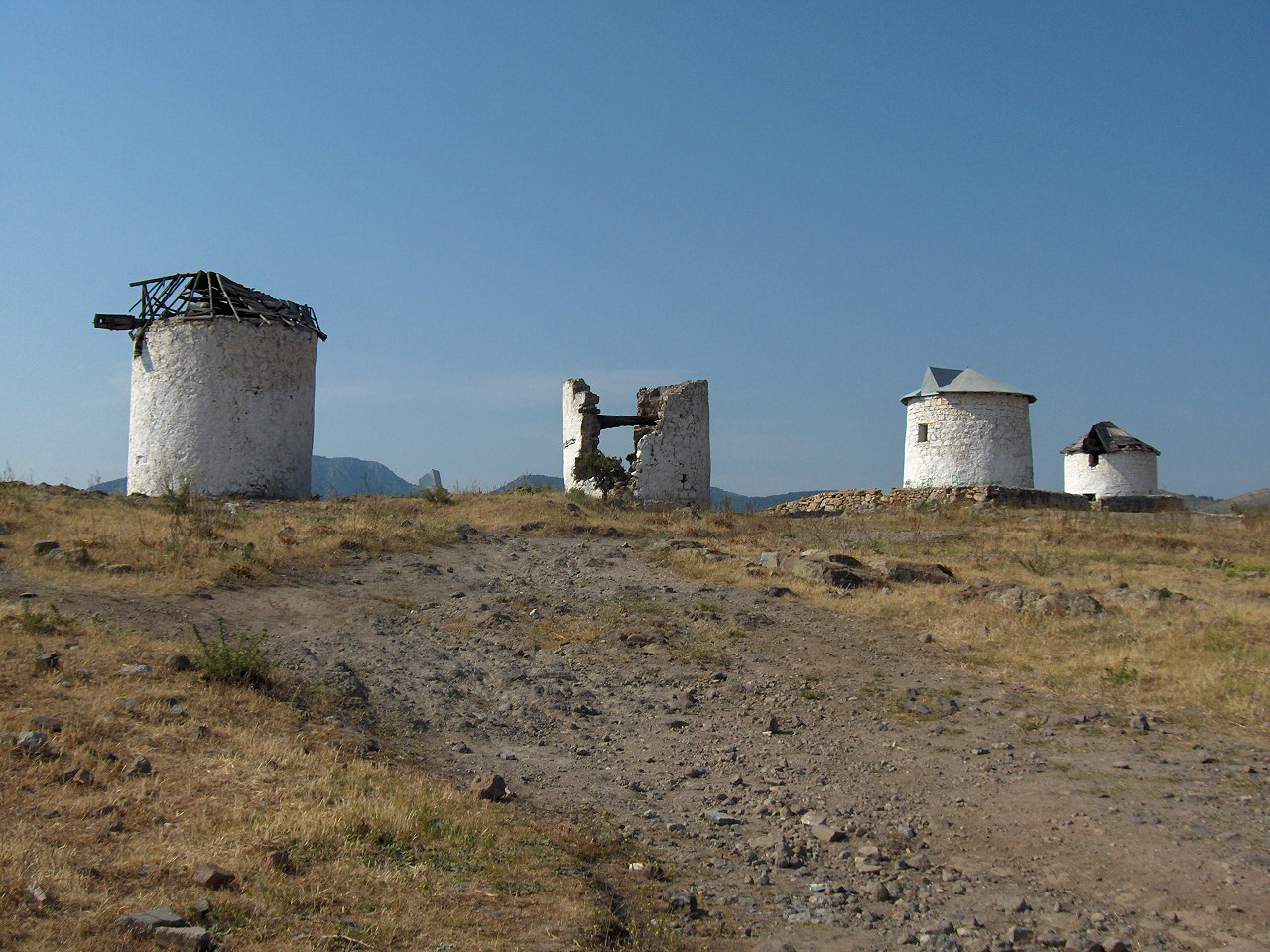
طواحين هواء قديمة.
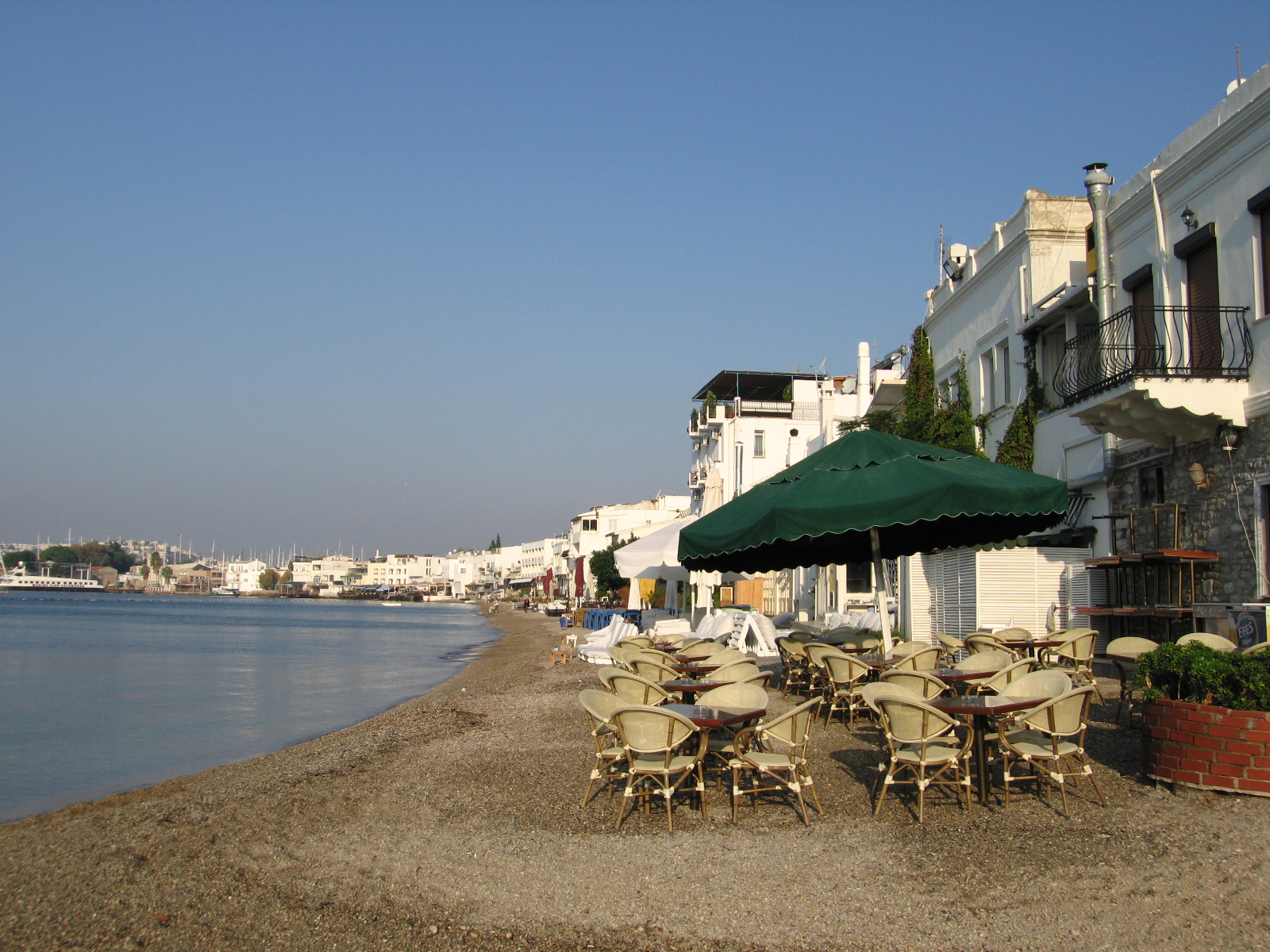
بودروم.